# 沼津市立第四小学校
沼津市立第四小学校（ぬまづしりつ だいよんしょうがっこう）は、静岡県沼津市御幸町4-1にある公立小学校。
1930年（昭和5年）6月1日には、静岡県内を行幸していた昭和天皇が来校したことから児童らは仰天した。玄関前の庭園には「天皇行幸記念碑」が建立されている。

## 沿革
出典：
- 1928年（昭和3年）4月1日 - 沼津市第四尋常高等小学校として開校。
- 1941年（昭和16年） - 沼津市第四国民学校に改称。
- 1947年（昭和22年） - 沼津市立第四小学校に改称。
- 1998年（平成10年） - 創立70周年。
- 2007年（平成18年） - 東校舎完成。
- 2019年（平成31年）4月1日 - 小中一貫教育の開始[3]。

## 特徴
- 沼津駅より東南を流れる狩野川沿い三園橋左岸袂にある小学校で、学校敷地のすぐ裏手北側は堤防を挟んで狩野川が流れている。また、沼津市役所とは極めて近い場所にあり、それ以外にも近くには香貫山がある。
- 在校児童の中には、住居の立地関係により隣接する沼津市立第三中学校、沼津市立大岡中学校などの学区外から越境通学する児童もいる。
- 同学区は沼津市役所や沼津裁判所など、沼津市の中枢的公共機関が集中している地域でもある。かつては沼津警察署（三園町）、沼津郵便局（現・沼津総合庁舎）、静岡県立沼津東高等学校（現・沼津市民文化センターと香陵グラウンド）も同学区にあったが、いずれも立地規模拡大のため狩野川以北地域へと移転した。
- 校歌は土岐善麿作詞、信時潔作曲[4]。

## 通学区域
- 市場町、上香貫長洞（一部）、上香貫切通、住吉町、三園町、玉江町、上香貫東本郷町、上香貫槇島町（一部）、上香貫宮原町、上香貫獅子路、上香貫一ノ洞、上香貫二ノ洞、山ヶ下町、本郷町、上香貫三園町、南本郷町、中原町、上香貫南本郷町、御幸町、吉田町、中瀬町、黒瀬町、上香貫二瀬川町（一部）、下香貫宮脇（一部）、下香貫宮原（一部）、西島町（一部）[5]

## 周囲の施設
- 静岡県東部総合庁舎
- 静岡地方裁判所沼津支部
- 静岡地方検察庁沼津支部
- 国土交通省中部地方整備局沼津河川国道事務所出張所
- 沼津市役所
- 沼津市水道局
- 沼津市民文化センター
- 香陵グラウンド
- 香陵武道場
- 沼津南消防署
- 沼津市営斎場
- 沼津市立第四中学校（進学先中学校[5]）
- エヌビーエス本社